# Adams (condado de Berkshire)
Adams es un lugar designado por el censo ubicado en el condado de Berkshire en el estado estadounidense de Massachusetts. En el Censo de 2010 tenía una población de 5.515 habitantes y una densidad poblacional de 930,66 personas por km².

## Geografía
Adams se encuentra ubicado en las coordenadas 42°37′45″N 73°7′8″O / 42.62917, -73.11889. Según la Oficina del Censo de los Estados Unidos, Adams tiene una superficie total de 5.93 km², de la cual 5.85 km² corresponden a tierra firme y (1.35%) 0.08 km² es agua.

## Demografía
Según el censo de 2010, había 5.515 personas residiendo en Adams. La densidad de población era de 930,66 hab./km². De los 5.515 habitantes, Adams estaba compuesto por el 96.68% blancos, el 0.63% eran afroamericanos, el 0.22% eran amerindios, el 0.58% eran asiáticos, el 0.02% eran isleños del Pacífico, el 0.16% eran de otras razas y el 1.7% pertenecían a dos o más razas. Del total de la población el 1.03% eran hispanos o latinos de cualquier raza.